# OX40L
TNFSF4, или OX40L (от англ. Tumor necrosis factor ligand superfamily member 4; OX40 ligand) — цитокин семейства факторов некроза опухоли, лиганд рецептора CD134 (OX40). Продукт гена человека TNFSF4. 

## Функции
TNFSF4 (чаще обозначается как OX40L) входит в многочисленное семейство факторов некроза опухоли (TNF). Является лигандом для рецептора CD134 (OX40) и приводит к амплификации дифференцировки Т-хелперов подтипа Th2 и к продукции цитокинов.

## Структура
Белок состоит из 183 аминокислот, молекулярная масса — 21,1 кДа. Содержит небольшой N-концевой внутриклеточный домен, единственный трансмембранный участок и внеклеточный домен с 4 участками N-гликозолирования.
Является гомотримером. 

## Патология
Генетические варианты гена TNFSF4 влияют на чувствительность к развитию системной красной волчанке. Избыточная продукция этого цитокина способна нарушить иммунологический баланс в сторону активации Т-хелперов и повышения периферической иммунологической чувствительности.